# Lorena Michelle Coronado Vásquez
Lorena Michelle Coronado Vásquez (Panamá, el 23 de abril de 1986) es una biotecnóloga, científica e investigadora panameña. Se ha especializado en parasitología y biofísica, dedicándose al desarrollo de potenciales terapias contra la malaria sin el uso de drogas. Fue galardonada con el premio de L’Oreal-Unesco “Por las Mujeres en la Ciencia” de 2018 por su proyecto Diseño y prueba de aplicadores in vitro para el uso de energía electromagnética contra el parásito de la malaria. El proyecto propone diseñar y estandarizar un dispositivo no invasivo y que no requiera utilizar drogas, sino la energía electromagnética, para el tratamiento de la malaria.

## Trayectoria
De niña hacía experimentos científicos en casa y participaba en los clubes de ciencia de su escuela. Quiso estudiar medicina inicialmente, pero cuando conoció la biotecnología, supo que podría tener un impacto en múltiples campos como la biomedicina, la alimentación o el medio ambiente.
Realizó la licenciatura en biotecnología en la Universidad Argentina de la Empresa, en Buenos Aires. En 2009, se integró al centro de INDICASAT para trabajar como asistente de investigación en el proyecto titulado Estudio de microondas como tratamiento contra la malaria, el cual fue financiado por la Fundación de Bill y Melinda Gates. En esta misma línea, inició su doctorado en el cual se profundizó en los mecanismos de acción de las microondas contra el parásito Plasmodium falciparum.
A principio de su doctorado, 2014, publicó un artículo de revisión bibliográfica sobre la hemozoina, el cual es un biocristal que produce el parásito de la malaria y cumple un papel importante en la vida del parásito una vez infecta los glóbulos rojos. Es su publicación más citada hasta este momento. 
Al finalizar su doctorado, obtuvo un financiamiento por parte de la Secretaría Nacional de Ciencia, Tecnología e Innovación (SENACYT) de Panamá para estudiar el efecto de las microondas en otros parásitos como Trypanosoma cruzi (causante de la enfermedad de Chagas) y Leishmania donovani (causante de un tipo de leishmaniasis), así como algunas bacterias patogénicas. 

En una entrevista señaló que 
Todos estos años nos hemos mantenido activos con el estudio y hemos derivado otros a partir de él, que trataba sobre las microondas con la malaria. Ahora hemos separado mecanismos de acción, la afectación térmica al parásito y el proyecto que postulé aquí, que es más el prototipo de aplicador de energía electromagnética. Estamos estudiando distintos aspectos en distintos proyectos, pero todos están relacionados con el tema central, que es el efecto de las microondas en el parásito de la malaria. 
Recientemente, con la tecnología de pinzas ópticas ha estudiado los cambios biomecánicos en las membranas de las células infectadas con el parásito de la malaria el P. falciparum, y cómo estos cambios están relacionado con la invasión del parásito y al desarrollo de la enfermedad, lo cual podría usarse como una estrategia de cribado para diferentes antimaláricos. Estas pinzas ópticas son únicas en la región. También ha hecho estudios de mecanismos de acción de productos naturales, incluyendo un estudio con una planta que ha tenido resultados prometedores en el tratamiento del cáncer.
Su proyecto diseño y prueba de aplicadores in vitro para el uso de energía electromagnética contra el parásito de la malaria ganó el Premio Nacional L'Oréal-Unesco Por las Mujeres en la Ciencia 2018. El premio le abrió puertas y llegó en un momento clave de su vida como investigadora en el que además criaba a sus hijos pequeños.
Trabaja en el Centro de Investigaciones Científicas Avanzadas y Servicios de Alta Tecnología, INDICASAT y es miembro del Sistema Nacional de Investigación, en la categoría de Investigador I. Forma parte de la Asociación Panameña para el Avance de la Ciencia.  
Su aporte a la ciencia en Panamá se considera el explorar los campos de biomecánica y biofísica.  

## Obras
- Evaluación del efecto antiplasmodial in vitro e in vivo del agua tratada con moduladores fotónicos multifásicos (PMM) diseñados con tecnología Advanced Physics System Engineering (APSE) y BioPhoton-X™. Revista de Fotoquímica y Fotobiología B: Biología (2021). Evaluation of the in vitro and in vivo antiplasmodial effect of water treated with Photonic Multiphase Modulators (PMM) designed with Advanced Physics System Engineering (APSE) and BioPhoton-X™ technology. Journal of Photochemistry and Photobiology B: Biology (2021).

- Análisis de la actividad antiparasitaria y anticancerígena de la palma de coco (Cocos nucifera L. ARECACEAE) de la reserva natural de Punta Patiño, Darién. Plos One (2019). Analysis of the antiparasitic and anticancer activity of the coconut palm (Cocos nucifera L. ARECACEAE) from the natural reserve of Punta Patiño, Darién. Plos one (2019)

- Compuestos orgánicos volátiles asociados con la infección por Plasmodium falciparum in vitro. Parásitos y vectores (2017). Volatile organic compounds associated with Plasmodium falciparum infection in vitro Parasites & Vectors (2017)

- Hemozoína palúdica: del objetivo a la herramienta. Biochimica et Biophysica Acta (BBA). (2014).   Malarial hemozoin: from target to tool. Biochimica et Biophysica Acta (BBA). (2014)

- Sincronización automatizada de P. falciparum usando una incubadora de ciclos de temperatura. Tendencias Actuales en Biotecnología y Farmacia (2011).  Automated synchronization of P. falciparum using a temperature cycling incubator. Current Trends in Biotechnology and Pharmacy  (2011)